# اسنو لیک شورز، میسیسیپی
اسنو لیک شورز (به انگلیسی: Snow Lake Shores) شهرکی در ایالت میسیسیپی کشور ایالات متحده آمریکا است که جمعیت آن در سرشماری سال ۲۰۱۰ میلادی، ۳۱۹
نفر بوده‌است.